# Frederiksberg Slotssogn
Frederiksberg Slotssogn var et sogn i Frederiksberg Provsti (Københavns Stift). Sognet lå i Frederiksberg Kommune og i det gamle Sokkelund Herred (Københavns Amt). I Frederiksberg Slotssogn lå Frederiksberg Slotskirke.
I Frederiksberg Slotssogn findes flg. autoriserede stednavne:
- Frederiksberg Slotssogn